# Ancient Future
Ne pas confondre avec l'album Ancient Future (en) du groupe Warrior
Ancient Future est un groupe américain de musique fusion, originaire de San Rafael, en Californie. Il est l'un des précurseurs des musiques du monde en 1978, en assemblant des musiques de traditions séculaires avec de la musique plus moderne, telle que le jazz, le rock ou le reggae.

## Histoire
Formé en 1978 à San Rafael, en Californie, par d'anciens élèves du Ali Akbar College of Music, dont Mindia Klein (flûte), Matthew Montfort (guitare flamenco, mandoline, charango, sitar, gamelan, guitare), Benjy Wertheimer (tabla, esraj, chant), et Phil Fong (sarod, guitare, et zither), c'est un groupe à géométrie variable, aux nombreuses productions discographiques et aux nombreux projets artistiques. En 2021, le groupe est « dirigé » par Matthew Montfort.
Le magazine Billboard les appellent « créateurs de tendances ».

## Style musical
Les membres originels du groupe ont cherché dans leurs racines et au-delà, pour y trouver l'inspiration par l'étude avec des musiciens expérimentés de nombreuses traditions musicales du monde. Depuis le directeur balinais de gamelan Madé Gerindem au gourou d'Inde du Nord Ali Akbar Khan spécialiste du sarod. Ils utilisent leur connaissance des musiques du monde pour créer un assemblage unique et novateur (en 1978), respecté par les pundits d'autres traditions participant à leur musique. Ils s'inspirent également d'autres formes de musique, telles que le jazz, rock, reggae ou autres.

## Membres
Les membres suivant participent à l'évolution du projet :
- Habib Khan — sitar
- Zhao Hui — guzheng
- Bui Huu Nhut — danbau
- Georges Lammam — violon, chant
- Patti Weiss — violon
- Jim Hurley — violon
- Moses Sedler — violoncelle
- Rick Henderson — sarod
- Bruce Bowers — violon, flûte
- Salaheddin Takesh — darbouka
- Zakir Hussain — tabla
- Arshad Syed — tabla, percussions
- Debopriyo Sarkar — tabla
- Tapan Bhattacharya — tabla
- Jim Santi Owen — tabla, ghatam
- Emam — tabla, percussions
- Ian Dogole — percussions globales
- Alan Kushan — santour
- Mariah Parker — santour, piano, hammered dulcimer[Quoi ?]
- Doug McKeehan — claviers
- Irina Mikhailova — chant
- Manose Singh — bansuri
- Mindia Devi Klein — flûte, gamelan
- Liu Qi-Chao — ti-tze
- Mohammed Nejad — ney, zurna, santur, kanun, oud, setar, dotar, tar, kemanche, violin, daf, dumbek, zarb
- Alan Tower — didjeridoo, guitare, huaca
- Randy Mead — flûte

## Discographie
- 1979 : Visions of a Peaceful Planet
- 1984 : Natural Rhythms
- 1986 : Quiet fire
- 1989 : Dreamchaser
- 1989 : World Without Walls
- 1991 : Asian Fusion
- 1999 : Planet Passion